# Вплив виробництва м'яса на навколишнє середовище
Вплив виробництва м'яса на навколишнє середовище є дуже широким і залежить від сільськогосподарських практик, що використовують по всьому світу. Всі вони мають різноманітний вплив на навколишнє середовище. Шкода від використання викопного палива, викиди метану тваринами, забруднення стічних вод, споживання води та займання великих територій землі — лише деякі екологічні наслідки, пов'язані з м'ясним виробництвом. М'ясо отримують різними методами, враховуючи органічне сільське господарство, вільний випас , інтенсивне тваринництво, натуральне сільське господарство, полювання і риболовлю.
М'ясо вважають одним із основних факторів, що сприяють нинішній кризі втрати біорізноманіття. 2019 року міжнародна організація IPBES опублікувала Звіт про глобальну оцінку біорізноманіття та екосистемних послуг, який показав, що промислове сільське господарство та надмірний вилов риби є основними причинами вимирання тварин, причому м’ясна та молочна промисловість мають найбільший вплив. У доповіді 2006 року «Довга тінь тваринництва» (англ. Livestock's Long Shadow), який опублікувала Продовольча та сільськогосподарська організація (ФАО) ООН, повідомляється: «Сектор тваринництва — один з основних стресорів для багатьох екосистем та для планети в цілому. Глобально це одне з найбільших джерел парникових газів, одна з головних причин втрати біорізноманіття і провідне джерело забруднення води як у розвинених країнах, так і в тих, що розвиваються».
Виробництво м’яса є основною причиною зміни клімату. Дослідження 2017 року, опубліковане в журналі Carbon Balance and Management, показало, що глобальні викиди метану в тваринництві на 11% перевищують попередні оцінки, засновані на даних Міжурядової групи експертів з питань зміни клімату (IPCC). Частину цих наслідків створюють сектори тваринництва, не пов'язані з виробництвом м'яса: наприклад, вовняна, яєчна та молочні індустрії, а також використання худоби для оранки. За оцінками, худоба виконує оранку близько половини світових орних земель. За даними ФАО, 74% світової продукції тваринництва 2011 року припали на не м'ясні продукти.
Численні дослідження показали, що збільшення споживання м'яса, пов'язане зі зростанням населення та зростанням індивідуальних доходів, призведе до збільшення викидів вуглецю та подальшої втрати біорізноманіття. 8 серпня 2019 року МГЕЗК оприлюднила підсумок спеціальної доповіді за 2019 рік, в якій стверджується, що перехід на рослинну дієту допоможе пом’якшити наслідки зміни клімату та адаптуватися до неї.

## Тенденції у споживанні та виробництві
Зміна попиту на м'ясо може змінити вплив його виробництва на довкілля. Підраховано, що глобальне споживання м'яса може подвоїтися в період з 2000 по 2050 рік: в основному внаслідок зростання світового населення, але також частково через збільшення споживання м'яса на душу населення (причому найбільший приріст споживання відбуватиметься в країнах, що розвиваються). Глобальне виробництво та споживання м’яса птиці останнім часом зростає більш ніж на 5 % щороку. Тенденції різняться між галузями тваринництва. Наприклад, глобальне середньодушове споживання свинини останнім часом збільшилося (переважно через зміну споживання в Китаї), тоді як глобальне споживання м'яса жуйних знизилося.

## Випас худоби та використання землі

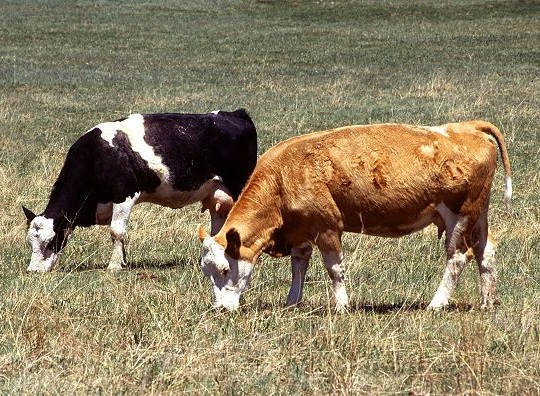
Посушливі пасовища Великих рівнин у штаті Колорадо

На відміну від випасу худоби, інтенсивне тваринництво вимагає більших обсягів заготовлених кормів. Вирощування зернових для корму, своєю чергою, потребує значних площ землі. При цьому корму потрібно менше, якщо для нього використовують зерно. Це пов'язано не тільки з більшою концентрацією обмінної енергії в зерні, аніж у грубих кормах, але і з тим, що у зерна вищий коефіцієнт чистої енергії приросту до чистої енергії вмісту. Треба близько 3 кг корму, аби зробити півкіло яловичини (в живій вазі), у порівнянні з 1,5 кг за півкіло свинини і менше ніж кілограм за півкіло курки. Проте припущення щодо якості корму в таких узагальненнях упускають. Наприклад, виробництво півкіло м'ясної худоби в живій вазі може вимагати близько 2 кг корму з високим вмістом білка та обмінної енергії — або понад 9 кг корму набагато нижчої якості.
Для виробництва м'яса з вільним випасом худоби потрібні землі, що у багатьох випадках призводить до зміни землекористування. За даними ФАО, «викликане скотарством знеліснення — одна з головних причин втрати деяких унікальних видів тварин і рослин у тропічних лісах Центральної та Південної Америки, а також вивільнення вуглецю в атмосферу». Серед іншого, цьому сприяє споживання м'яса в Європі, куди імпортують значні обсяги кормів із Бразилії.
Вирощування тварин для людського споживання становить близько 40% загального обсягу сільськогосподарського виробництва у промислово розвинених країнах. Для випасу худоби використовують 26% усієї землі, вільної від льоду, а для виробництва кормових культур — близько одної третини всіх орних земель.
Із перевипасом худоби нерідко пов'язують зниження якості землі. Існує класифікація добробуту пасовищ, яка відображає стійкість ґрунту, гідрологічні функції та біотичну цілісність. До кінця 2002 року в США Бюро з управління землями оцінило добробут 7437 пасовищ і виявило, що 16% із них не відповідали санітарним нормам через наявну практику випасу худоби та перевищення її допустимого рівня. Ерозія ґрунту, спричинена перевипасом худоби, — велика проблема у багатьох посушливих регіонах світу.

## Водні ресурси
| Hoekstra & Hung (2003) | Chapagain & Hoekstra (2003) | Zimmer & Renault (2003) | Oki та ін. (2003) | Середня |
| Яловичина              | 15977                       | 13500                   | 20700             | 16726   |
| Свинина                | 5906                        | 4600                    | 5900              | 5469    |
| Сир                    | 5288                        |                         |                   | 5288    |
| Птахи                  | 2828                        | 4100                    | 4500              | 3809    |
| Яйця                   | 4657                        | 2700                    | 3200              | 3519    |
| Рис                    | 2656                        | 1400                    | 3600              | 2552    |
| Соя                    | 2300                        | 2750                    | 2500              | 2517    |
| Пшениця                | 1150                        | 1160                    | 2000              | 1437    |
| Кукурудза              | 450                         | 710                     | 1900              | 1020    |
| Молоко                 | 865                         | 790                     | 560               | 738     |
| Картопля               | 160                         | 105                     |                   | 133     |